# Bảo tàng Tổng giáo phận ở Gniezno
Bảo tàng Tổng giáo phận ở Gniezno (tiếng Ba Lan: Muzeum Archidiecezjalne w Gnieźnie) là một bảo tàng tọa lạc tại số 2 phố Kolegiaty, ở thành phố Gniezno, miền trung Ba Lan. Hoạt động của bảo tàng tập trung vào việc bảo tồn và trưng bày các bộ sưu tập của nhà thờ Đức Trinh Nữ Maria Hồn xác lên trời ở Gniezno. Tòa nhà bên cạnh nhà thờ đã được cải tạo lại để làm nơi trưng bày của bảo tàng.

## Lịch sử
Bảo tàng Tổng giáo phận ở Gniezno được thành lập vào năm 1989, theo quyết định của Giám mục Gniezno lúc bấy giờ là Józef Glemp. Bảo tàng chính thức mở cửa cho công chúng tham quan vào ngày 22 tháng 5 năm 1991.

## Bộ sưu tập
Các bộ sưu tập của bảo tàng bao gồm các di tích tôn giáo thuộc Tổng giáo phận Gniezno. Ngoài các bộ sưu tập của nhà thờ, bảo tàng còn sở hữu bộ sưu tập các tác phẩm điêu khắc linh thiêng, chén thánh, vải phụng vụ, huy chương, tiền xu, hay kỷ vật của các Tổng giám mục tiền nhiệm. Linh mục Bolesław Dzierwa là giám đốc bảo tàng và cũng là người quản lý đầu tiên của các bộ sưu tập này.